# Brachyrhopala quadrata
Brachyrhopala quadrata är en tvåvingeart som beskrevs av Clements 2000. Brachyrhopala quadrata ingår i släktet Brachyrhopala och familjen rovflugor.
Artens utbredningsområde är Victoria i Australien. Inga underarter finns listade i Catalogue of Life.